# 宗廟 (ソウル特別市)
座標: 北緯37度34分28.70秒 東経126度59分37.80秒 / 北緯37.5746389度 東経126.9938333度
宗廟（そうびょう、チョンミョ）は、韓国ソウル特別市に所在する朝鮮王朝（李氏朝鮮・大韓帝国）の皇室の祖先祭祀場。1995年12月ユネスコの世界遺産（文化遺産）に登録されている。朝鮮・韓国の歴代の国王・王妃・功臣などを祀る。

## 建築
- 正殿 - 宗廟の中心をなす建物。最も西側に安置された太祖をはじめ、道徳に適った政治を行ったとされる19人の王とその妃の位牌49位が安置されている。
位牌が安置された各部屋の扉「板門（パンムン）」は、祭礼儀式の時以外は堅く閉じられている。板門の表面をよく見てみると所々隙間があるが、これは魂が自由に出入りするためであるとともに、内部の湿度を調節するためである。
- 永寧殿 - 1421年、第2代国王の定宗（チョンジョン）の位牌を祀る際に建てられた別廟。初代の王である太祖李成桂の4世代までの祖先で、国王を追贈された穆祖・翼祖・度祖・桓祖とその妃たちの位牌など、没後に位を贈られたり、正殿から移安されたりした王と妃の位牌34位が安置されている。
- 功臣堂 - 李氏朝鮮の功臣83人を祭る
- 斎室 - 沐浴して祭儀の準備をする場所
- 典祀庁 - 祭器、祭具を保管する倉庫
- 楽工庁 - 祭祀で音楽を奏する楽師の待機場

## 沿革
李成桂が漢陽（現在のソウル）に遷都した1394年12月に着工し、翌1395年9月に完成した。しかし、1592年に豊臣秀吉の侵略に際して日本軍がソウルを占領したときに破壊され、1608年に再建された。現在も大韓帝国の皇室である全州李氏の宗家によって祭祀が営まれている。また韓国の史跡125号にも指定されている。
また、毎年5月に全州李氏一族が集まる宗廟祭礼祭が行われる。この儀式は、無形文化遺産保護条約の発効以前の2001年に「傑作の宣言」（第1回）がなされ「人類の無形文化遺産の代表的な一覧表」に掲載され、無形文化遺産に登録されることが事実上確定していたが、2009年9月に正式に登録された。

## 世界遺産の登録
この世界遺産は世界遺産登録基準のうち、以下の条件を満たし、登録された（以下の基準は世界遺産センター公表の登録基準からの翻訳、引用である）。
- (4) 人類の歴史上重要な時代を例証する建築様式、建築物群、技術の集積または景観の優れた例。

## 位牌配置

### 正殿
| 廟室   | 王・皇帝   | 王后・皇后 | 配享功臣                                           |
| ------ | ---------- | ---------- | -------------------------------------------------- |
| 第1室  | 太祖高皇帝 | 神懿高皇后 | 趙浚・義安大君・南在・李済・李之蘭・南誾・趙仁沃   |
| 第1室  | 太祖高皇帝 | 神徳高皇后 | 趙浚・義安大君・南在・李済・李之蘭・南誾・趙仁沃   |
| 第2室  | 太宗大王   | 元敬王后   | 河崙・趙英茂・鄭擢・李天祐・李来                   |
| 第3室  | 世宗大王   | 昭憲王后   | 黄喜・崔潤徳・許稠・申概・李随・譲寧大君・孝寧大君 |
| 第4室  | 世祖大王   | 貞熹王后   | 権擥・韓確・韓明澮                                 |
| 第5室  | 成宗大王   | 恭恵王后   | 申叔舟・鄭昌孫・洪応                               |
| 第5室  | 成宗大王   | 貞顕王后   | 申叔舟・鄭昌孫・洪応                               |
| 第6室  | 中宗大王   | 端敬王后   | 朴元宗・成希顔・柳順汀・鄭光弼                     |
| 第6室  | 中宗大王   | 章敬王后   | 朴元宗・成希顔・柳順汀・鄭光弼                     |
| 第6室  | 中宗大王   | 文定王后   | 朴元宗・成希顔・柳順汀・鄭光弼                     |
| 第7室  | 宣祖大王   | 懿仁王后   | 李浚慶・李滉・李珥                                 |
| 第7室  | 宣祖大王   | 仁穆王后   | 李浚慶・李滉・李珥                                 |
| 第8室  | 仁祖大王   | 仁烈王后   | 李元翼・申欽・金瑬・李貴・申景禛・李曙・綾原大君   |
| 第8室  | 仁祖大王   | 荘烈王后   | 李元翼・申欽・金瑬・李貴・申景禛・李曙・綾原大君   |
| 第9室  | 孝宗大王   | 仁宣王后   | 金尚憲・金集・宋時烈・麟坪大君・閔鼎重・閔維重     |
| 第10室 | 顕宗大王   | 明聖王后   | 鄭太和・金佐明・金寿恒・金萬基                     |
| 第11室 | 粛宗大王   | 仁敬王后   | 南九萬・朴世采・尹趾完・崔錫鼎・金錫冑・金萬重     |
| 第11室 | 粛宗大王   | 仁顕王后   | 南九萬・朴世采・尹趾完・崔錫鼎・金錫冑・金萬重     |
| 第11室 | 粛宗大王   | 仁元王后   | 南九萬・朴世采・尹趾完・崔錫鼎・金錫冑・金萬重     |
| 第12室 | 英祖大王   | 貞聖王后   | 金昌集・崔奎瑞・閔鎮遠・趙文命・金在魯             |
| 第12室 | 英祖大王   | 貞純王后   | 金昌集・崔奎瑞・閔鎮遠・趙文命・金在魯             |
| 第13室 | 正祖宣皇帝 | 孝懿宣皇后 | 金鍾秀・兪彦鎬・金祖淳                             |
| 第14室 | 純祖粛皇帝 | 純元粛皇后 | 李時秀・金載瓚・金履喬・趙得永・趙萬永・南延君     |
| 第15室 | 文祖翼皇帝 | 神貞翼皇后 | 南公轍・金鏴・趙秉亀                               |
| 第16室 | 憲宗成皇帝 | 孝顕成皇后 | 李相璜・趙寅永                                     |
| 第16室 | 憲宗成皇帝 | 孝定成皇后 | 李相璜・趙寅永                                     |
| 第17室 | 哲宗章皇帝 | 哲仁章皇后 | 金洙根・李憲球・益平君                             |
| 第18室 | 高宗太皇帝 | 明成太皇后 | 閔泳煥・朴珪寿・申応朝・李敦宇                     |
| 第19室 | 純宗孝皇帝 | 純明孝皇后 | 徐正淳・宋近洙・金炳始・李耕稙                     |
| 第19室 | 純宗孝皇帝 | 純貞孝皇后 | 徐正淳・宋近洙・金炳始・李耕稙                     |

### 永寧殿

#### 正中
| 廟室  | 王       | 王后     |
| ----- | -------- | -------- |
| 第1室 | 穆祖大王 | 孝恭王后 |
| 第2室 | 翼祖大王 | 貞淑王后 |
| 第3室 | 度祖大王 | 敬順王后 |
| 第4室 | 桓祖大王 | 懿恵王后 |

#### 西夾
| 廟室   | 王       | 王后     | 配享功臣       |
| ------ | -------- | -------- | -------------- |
| 第5室  | 定宗大王 | 定安王后 | 益安大君       |
| 第6室  | 文宗大王 | 顕徳王后 | 河演           |
| 第7室  | 端宗大王 | 定順王后 | 成三問・朴彭年 |
| 第8室  | 徳宗大王 | 昭恵王后 |                |
| 第9室  | 睿宗大王 | 章順王后 | 朴元亨         |
| 第9室  | 睿宗大王 | 安順王后 | 朴元亨         |
| 第10室 | 仁宗大王 | 仁聖王后 | 洪彦弼・金安国 |

#### 東夾
| 廟室   | 王         | 王后       | 配享功臣       |
| ------ | ---------- | ---------- | -------------- |
| 第11室 | 明宗大王   | 仁順王后   | 沈連源・李彦迪 |
| 第12室 | 元宗大王   | 仁献王后   |                |
| 第13室 | 景宗大王   | 端懿王后   | 李濡・閔鎮厚   |
| 第13室 | 景宗大王   | 宣懿王后   | 李濡・閔鎮厚   |
| 第14室 | 真宗昭皇帝 | 孝純昭皇后 |                |
| 第15室 | 荘祖懿皇帝 | 献敬懿皇后 | 閔百祥・李宗城 |
| 第16室 | 懿愍太子   |            |                |